# Eurycotis
Eurycotis är ett släkte av kackerlackor. Eurycotis ingår i familjen storkackerlackor.

## Dottertaxa tillEurycotis, i alfabetisk ordning[1]
- Eurycotis abdominalis
- Eurycotis alfaroi
- Eurycotis australis
- Eurycotis bahamensis
- Eurycotis balteata
- Eurycotis bananae
- Eurycotis biolleyi
- Eurycotis blattoides
- Eurycotis brevipes
- Eurycotis caraibea
- Eurycotis caudellana
- Eurycotis cribrosa
- Eurycotis decipiens
- Eurycotis dimidiata
- Eurycotis famelica
- Eurycotis ferrumequinum
- Eurycotis flavipennis
- Eurycotis floridana
- Eurycotis fugacis
- Eurycotis galeoides
- Eurycotis gurneyi
- Eurycotis guttata
- Eurycotis histrio
- Eurycotis improcera
- Eurycotis kevani
- Eurycotis lacernata
- Eurycotis lixa
- Eurycotis manni
- Eurycotis mexicana
- Eurycotis milerai
- Eurycotis mysteca
- Eurycotis nigra
- Eurycotis occidentalis
- Eurycotis opaca
- Eurycotis perezassoi
- Eurycotis pluto
- Eurycotis quadrisquamata
- Eurycotis rhodae
- Eurycotis riveti
- Eurycotis scalaris
- Eurycotis similis
- Eurycotis taurus
- Eurycotis tibialis
- Eurycotis torquinensis
- Eurycotis victori
- Eurycotis vittifrons